# Avro 530
Die Avro 530 war ein einmotoriges, zweisitziges Doppeldecker-Flugzeug des britischen Herstellers Avro.

## Geschichte
Die 530, ein überaus sauber gebautes Flugzeug mit klaren Linien, hätte ein für Avro erfolgreiches Jagdflugzeug im Ersten Weltkrieg und somit ein wirtschaftlicher Erfolg werden können, jedoch gab es Probleme mit der Beschaffung eines geeigneten Motors. Ursprünglich war ein wassergekühlter Hispano-Suiza  mit 300 hp (224 kW, 304 PS) vorgesehen, aber auch der Motor mit 200 hp (149 kW, 203 PS) des gleichen Herstellers konnte nicht in ausreichender Stückzahl beschafft werden, da der Großteil der Produktion für die Royal Aircraft Factory S.E.5A reserviert war.
So unterlag Avro mit diesem Muster bei der Beteiligung an der Ausschreibung für ein neues Jagdflugzeug dem Mitbewerber Bristol und es wurden letztendlich nur zwei Prototypen gebaut (zwei weitere Maschinen sollen gebaut worden sein, jedoch ist nichts von vergebenen Seriennummern bekannt).
Wie schon bei anderen Typen baute Avro die erste Maschine in zwei Produktionsstätten; die Teile wurden in Manchester gefertigt, in Hamble waren die Montage und die Testflüge.
Der Erstflug der 530 fand im Juli 1917 statt. Anfangs wurde ohne Wasserkühler geflogen. Man verzichtete daher, um möglichst viel Kühlluft zu bekommen, auf einen Spinner. Später – mit Kühler – wurde ein strömungsgünstiger Spinner verwendet. Die Maschine hatte Landeklappen, die vom Piloten über ein Handrad bedient werden konnten.
Der zweite Prototyp erhielt wegen der schwierigen Beschaffung des Hispano-Suiza-Triebwerks einen 200-hp-Sunbeam-Arab-Motor; diese Maschine hatte keinen Spinner und das Seitenleitwerk war größer. Außerdem wurden neue Tragflächen ohne Bremsklappen, aber mit Querrudern verwendet.
Da dem Flugzeug der Erfolg bei den Militärs verwehrt wurde, überlegte man bei Avro im Jahre 1920, die 530 in ein schnelles Reiseflugzeug mit Tandemcockpit und großem Gepäckraum umzubauen, jedoch ist darüber nichts Näheres bekannt; ein ziviles Kennzeichen hat eine 530 allerdings nie erhalten.

## Konstruktion
Die Avro 530 war ein zweistieliger, verspannter Doppeldecker mit gleich langen Ober- und Unterflügeln. Rumpf und Tragflächen bestanden aus einer mit Stoff bespannten Holzkonstruktion.
Die 530 hatte nicht das bewährte Avro-Fahrwerk mit zentraler Gleitkufe, sondern ein neu entwickeltes Fahrwerk aus einem starren zweirädrigen Hauptfahrwerk und einem starren Hecksporn. Der Motorträger bestand aus Duraluminium.
Die Maschine war so konstruiert, dass der Kopf des Piloten über der oberen Tragfläche lag, dies bot eine gute Sicht nach vorn und nach oben, der Heckschütze konnte den Bereich nach unten und nach hinten abdecken.

## Technische Daten
| Kenngröße             | Avro 530, Prototyp 1                              | Avro 530, Prototyp 2                              |
| --------------------- | ------------------------------------------------- | ------------------------------------------------- |
| Besatzung             | 2                                                 | 2                                                 |
| Länge                 | 8,69 m                                            | 8,69 m                                            |
| Höhe                  | 2,92 m                                            | 2,92 m                                            |
| Spannweite            | 10,97 m                                           | 10,97 m                                           |
| Flügelfläche          | 30,25 m²                                          | 30,25 m²                                          |
| Leermasse             | 779 kg                                            | 798 kg                                            |
| max. Startmasse       | 1216 kg                                           | 1134 kg                                           |
| Reisegeschwindigkeit  | 153 km/h                                          | 165 km/h                                          |
| Höchstgeschwindigkeit | 184 km/h                                          | 190 km/h                                          |
| Steigrate auf 1524 m  | 6:30 min                                          | 5:30 min                                          |
| Gipfelhöhe            | 5486 m                                            | 5486 m                                            |
| Flugdauer             | 4 h                                               | 4 h                                               |
| Triebwerk             | 1 × Hispano-Suiza (Sunbeam Arab), 203 PS (149 kW) | 1 × Hispano-Suiza (Sunbeam Arab), 203 PS (149 kW) |
| Bewaffnung            | 1 × Vickers-MG vorn (Pilot), 1 × Lewis-MG hinten  | 1 × Vickers-MG vorn (Pilot), 1 × Lewis-MG hinten  |